# Gonzalo Lama
Gonzalo Andrés Lama Feliu (Santiago de Chile, 27 de abril de 1993) é um tenista profissional chileno.